# Албегов, Харитон Андреевич
Харито́н Андре́евич Албе́гов (осет. Албегаты Андрейы фырт Харитъон; 1908 год, село Хумалаг, Терская область, Российская империя — дата смерти неизвестна) — советский кукурузовод, Герой Социалистического Труда (1961). Депутат Верховного Совета СССР.

## Биография
Родился в 1908 году (по другим сведениям — в 1907 году или 1910) в крестьянской семье в селении Хумалаг Терской области. С октября 1929 года по сентябрь 1938 года работал в полеводческой бригаде колхоза «Хумалаг». С сентября 1938 по июнь 1942 года — рабочий хлопкообрабатывющей фабрики в Душанбе. В июне 1942 года был призван на фронт. В январе 1945 года получил серьёзное ранение. После излечения в госпитале в феврале 1946 года возвратился в родное село.
До марта 1964 года трудился в полеводческой бригаде колхозником, бригадиром колхоза «Хумалаг». В 6 пятилетке бригада Харитона Албегова получала самые высокие урожаи кукурузы.
За самоотверженный труд и получение в течение ряда лет высоких урожаев зерна кукурузы указом Президиума Верховного Совета СССР от 9 декабря 1961 года удостоен звания Героя Социалистического Труда с вручением ордена Ленина и золотой медали «Серп и Молот».
По итогам 7 пятилетки был награждён вторым Орденом Ленина. Неоднократно участвовал во всесоюзной выставке ВДНХ.
Избирался депутатом местных советов и Верховного Совета Северо-Осетинской АССР 8-го созыва 1971—1975. Депутат Верховного Совета СССР VI созыва 1962—1966.
Член КПСС. Делегат XXII съезда Коммунистической партии.
Умер не позднее 2002 года.

## Награды
- Герой Социалистического Труда (1961 год)
- 2 ордена Ленина
- Орден Отечественной войны II степени (11 апреля 1985 года)
- Орден Трудового Красного Знамени
- Медали

## Память
В 1962 году скульптор Сергей Санакоев создал скульптуру из гипса «Герой Социалистического Труда Харитон Албегов с хумалайскими пионерами». В 1964 году был снят сюжет «Кукурозовод Албегов сдержал слово», вошедший в киножурнал «Новости дня».
В селе Хумалаг в 2002 году именем героя названа улица.